# Кунгурцев, Юрий Васильевич
Юрий Васильевич Кунгурцев (16 апреля 1936, Пороги, Челябинская область — 9 марта 2003, Шымкент) — известный журналист, казахстанский писатель (прозаик), поэт, переводчик. Главный редактор областной общественно-политической газеты «Южный Казахстан», газеты «48 часов»

## Биография
Юрий Васильевич Кунгурцев родился 16 апреля 1936 года в деревне Пороги Мокроусовского сельсовета Мокроусовского района Челябинской области, ныне деревня входит в Мокроусовский муниципальный округ Курганской области. Рос в крестьянской семье. Отец, Василий Александрович, погиб на войне под городом Великие Луки в июле 1941 года. Его, пятилетнего, взял на воспитание дед Ермолай Евдокимович и бабушка Пелагея Дмитриевна, которые довели его до совершенолетия, дали образование. В 1955 году, после окончания Мокроусовской средней школы, поступил литсотрудником в Мокроусовскую районную газету «Ленинский путь»
Летом 1962 года после окончания факультета журналистики (1957-1962)  Уральского государственного университета имени А. М. Горького, вместе с группой выпускников приехал в город Чимкент Казахской ССР. Работал в газете «Южный Казахстан», где прошел путь от корреспондента до главного редактора. Первый и единственный главный редактор, избранный единогласно коллективом редакции.
Член КПСС.
Член Союза журналистов СССР (с 1974 года), Член Союза писателей Казахстана (с 1993 года) ,Член Союза журналистов Казахстана (с 1993 года)
В 1991 году создал ведомственную еженедельную газету Управления внутренних дел по Южно-Казахстанской области «48 часов», имевшую огромную популярность среди читателей. 
Юрий Васильевич Кунгурцев ушел из жизни 9 марта 2003 года в городе Шымкенте Южно-Казахстанской области Республики Казахстан, ныне город республиканского значения в результате сердечного приступа. Похоронен на "Старом" кладбище города.

## Творчество
Писал стихи, лирические миниатюры, рассказы, повести. Полное собрание сочинений хранится в фондах Национальной библиотеки Республики Казахстан (г. Алматы), отдельные издания имеются в фондах Российской государственной библиотеки (г. Москва), Российского государственного педагогического университета имени Герцена А.И. (г. Санкт-Петербург) 
Книги:
- Кунгурцев Ю.В. Колодец Жексена : Очерки. — Алма-Ата: Казахстан, 1983. — 97 с. — 5000 экз.[4]
- Кунгурцев Ю.В. Оставайся слушать журавлей : Рассказы / Худож. Л. Блинова. — Алма-Ата: Жалын, 1986. — 103 с. — 100 000 экз.[5]
- Кунгурцев Ю.В. В четверг, в дождливый день : Докум. повести. — Алма-Ата: Жазуши, 1989. — 174 с. — 50 000 экз. — ISBN 5-605-00261-9.[6]
- Кунгурцев Ю.В. По высокой траве — берега. — Алма-Ата: Жазуши, 1992. — 285 с.
- Кунгурцев Ю.В. Прямой свет. — Шымкент: Кузнецова и К, 1998.
- Кунгурцев Ю.В. Свет негасимой звезды. — Алматы: Нурлы алем, 2000.
- Кунгурцев Ю.В. Над старым городом — луна. — Шымкент: Кітап, 2007.

Перевел c казахского языка множество сочинений среди которых: повести и роман «Тамерлан» Еркинбека Турусова, рассказы и повести «Опасная тень», «Абориген» Дукенбая Досжана, книги рассказов «Мир зримый» и «Тайна Чокнутого» Хамзы Калмурзаева, произведения Мархабата Байгута, Караулбека Казиева, Жумабека Едильбаева, Зеилбека Умирбекова, Бибигуль Имангазиной, поэзию Омарбая Малкарова, Абдикарима Ахметова, Турсынай Оразбаевой
- Турусов Е. Мелодии ночи / Переводы с каз. Ю. Кунгурцева, О. Постникова; Худож. К. Муратаев, Л. Сорокина. — Алма-Ата: Жазуши, 1990. — 271 с. — 50 000 экз. — ISBN 5-605-00630-4.[7]

Известен читателю статьями: "Он современен всегда" (о М. Ауэзове), "Муза кочевника" (о Д. Досжане). В своих статьях, журналистских исследованиях поднимал вопросы о судьбе сырдарьинских казахов в  30-е годы XX века (период массовой коллективизации), писал о казахстанской ссылке писателя А.И. Солженицына ("Солженицын А.И. в Казахстане"). Первый из журналистов кто провел документальное исследование основа которого легла в статью "Крест митрополита" рассказывающую о расстреле в местности "Лисья балка" г. Чимкент в 1937 году именитых иерархов Православной Церкви. С 2021 года данный исторический документ хранится в Церковно-археологическом музее Казахстанского Митрополичьего округа.
Первые стихи были опубликованы в Курганской и Свердловской областных газетах. Первой книжной публикацией считается документальный рассказ "Быль о солнечной коробочке" опубликованный в коллективном сборнике в 1978 году.
Некоторые статьи:
Документальные повести: «Отцовский завет» (1986), «Дело Владимира Бухарина» (1991), «Крест митрополита» (1997), «Гром над Бадамом (1999)
Статьи 1965-1969 г.г.: «Тридцать крутых ступеней», «Первый в Казахстане», «Годы боевые», «Здравствуй осень, осень золотая», «Песни идут на родину», «Майликент-кладовая солнца», «Урожайная весна чабана», «Спасибо за ратный труд ваш», «Протрубили трубачи тревогу»
Статьи 1970-1979 г.г.: «Главный курс», «Зеленая жатва», «Праздник красок», «Навстречу золотому юбилею», «Глубокие корни», «Право на чабанское имя», «Сотворение урожая», «Берег левый, берег правый»
Статьи 1980-2000 г.г.: «В безвестность не канут», «Звенит колокольчик в Амонтогае», «Солдат в генеральном мундире», «Мы рождены для вдохновенья», «Певец Аксуйской долины»
«У самых синих гор» (1962), «Голубые города» (1964), «Тайна Кангхи-страна каналов» (1964), «Школа мужества» (1966), «Весенние этюды» (1966), «Завтрак на рассвете» (1967), «Листоворот» (1967), «Винтовка и кисть» (1969), «Было комиссару двадцать…» (1969), «Серебро над водой» (1970),»Репортаж о ветре» (1971), «Последний бой разведчика» (1974), «Встреча у верблюжьего камня» (1975), Рассказ-быль «Орден разведчика Паталахи (1977), «Атакуют «небесные тихоходы» (1978), «Эхо боевой трубы» (1979) 
«Встреча в храме муз» (1993), «Две стороны его судьба» (1998), «Подснежник сопки Ескара»(1998), «Развеяв туманы веков» (1999), «Год рождения поэта-год рождения любви» (1999), «Без Пушкина скучно» (1999), «К тайне могилы Чингизхана» (2001), «Знаковые встречи» (2002)
Память :
- Мемориальная доска на доме где жил с 1976 по 2003 год, город Шымкент, ул. Казыбек Би, 37 — 42°19′08″ с. ш. 69°36′14″ в. д.HGЯO
- В областной библиотеке им. А. С. Пушкина (г. Шымкент) в 2018 году, открыта экспозиция "Достойные сыны родного края" посвященная творчеству известного земляка, гордости Южного Казахстана[8].

Награды и благодарственные письма :
1.      Диплом Акима Южно-Казахстанской области "За заслуги в развитии средств массовой информации" 1998 г.
2.      Поздравление Акима города Шымкент и городского Маслихата в связи с 60-летним юбилеем 1996 г.
3.      Поздравление Акима Южно-Казахстанской области в связи с 60-летним юбилеем 1996 г.
4.      Грамота Областного совета ветеранов 1996 г.
5.      Грамота Южно-Казахстанского областного совета ветеранов войны, труда и Вооруженных сил РК 1995 г.
6.      Грамота Республиканского комитета профсоюза работников культуры 1977 г. 
7.      Почетная грамота Полиграфиздат Чимкентского облисполкома 1976 г.
8.      Почетная грамота Чимкентского обкома профсоюза работников культуры
9.      К 50-летию газеты «Южный Казахстан» 01 мая 1975 г. 

## Семья
Жена Белова Изольда Николаевна (01 апреля 1937 — 24 августа 2021) — оставила яркий след в культурной и образовательной жизни Шымкента. Изольда Николаевна была педагогом с большой буквы, музыковедом-теоретиком, хоровым дирижером и блистательной примой-сопрано Народного театра оперетты (находился в г. Чимкент во Дворце Металлургов). Более 60-ти лет ее яркий, искренний голос звучал с музыкальных сцен города. Являлась настоящей легендой, вдохновением для коллег и учеников. Входила в состав жюри городского конкурса «Романсиада». Долгие годы преподавала в первой музыкальной школе имени Жамал Омаровой, а также в Чимкентском институте культуры, бескорыстно передавая свои знания и любовь к музыке не одному молодому поколению. Ее вклад в образование был признан на государственному уровне, в связи с чем ей было присвоено звание «Отличник просвещения Республики Казахстан». До последних дней оставалась преданной памяти своего супруга. Именно Изольда Николаевна подготовила к публикации его последнюю, раннее неизданную книгу – «Над старым городом-луна». Дочь Елена-преподаватель английского языка. Внук Алексей- IT специалист, программист. Внук Данил- техник-проектировщик. 